# Philippe Dagen
Pour les articles homonymes, voir Dagen.
Philippe Dagen (né à Montauban le 4 août 1959) est un universitaire, critique d'art et romancier français. Il publie, depuis 1985, une chronique d'art dans le journal Le Monde.

## Biographie
Philippe Dagen fait ses études à Toulouse. Admis à l'École normale supérieure en 1977, il obtient l'agrégation d'histoire. Auteur d'une thèse sur « Le mythe du retour dans la peinture et les esthétiques en France, du symbolisme à l'abstraction » soutenue en 1993, il est actuellement[Quand ?] professeur d'histoire de l'art contemporain à l'université Paris 1 Panthéon-Sorbonne.
Historien de l'art, Philippe Dagen est également chercheur et critique d'art. Il publie de nombreux articles et ouvrages sur les mouvements picturaux et les peintres des XIXe siècle, XXe et XXIe siècles. Son apparente préférence pour l'art moderne se manifeste dans la chronique qu'il tient régulièrement dans le journal Le Monde depuis 1985[réf. nécessaire]. Ses critiques, en pages « Arts et culture » du quotidien, provoquent souvent de vives réactions, certains lui reprochant notamment son peu de goût pour l'art académique du XIXe siècle et ses prolongements jusqu'à nos jours.
En 1989, il s'essaye à l'écriture romanesque avec la publication de son premier roman, Le Jugement dernier, publié chez Gallimard. Il poursuit cette expérience avec La Guerre en 1996 aux éditions Grasset, puis Les Poissons rouges (2000), puis Arthur Cravan n'est pas mort noyé (2006).

### Polémiques
En 2003, l’ancien directeur du musée du Louvre Michel Laclotte, évoque, sans le nommer, Philippe Dagen dans son livre Histoires de musées, page 290, à propos de comptes rendus de l’exposition Titien qu’il avait organisée : « La critique dans la presse internationale a aussi été formidable. Difficile de rêver meilleur compte rendu que celui de Robert Hughes dans Time Magazine. Seule exception : un article fort désagréable dans Le Monde, prouvant, s’il en était besoin, qu’André Chastel n’y avait pas été remplacé ».
En 2004, Didier Rykner critique la chronique de Philippe Dagen, publiée dans Le Monde, sur l'exposition présentée à l'École nationale supérieure des beaux-arts et, plus généralement, ses critiques concernant l'art académique du XIXe siècle.
Le 11 mars 2010, Philippe Dagen publie sa critique de la grande exposition consacrée à Lucian Freud au Centre Georges-Pompidou, intitulée « Lucian Freud, peintre académique de l'obscène ». Il soutient que le travail de Lucian Freud « n’est pas de la grande peinture. Ce n’en est que le simulacre, fondé sur l’académisation conjointe de l’obscénité et du matiérisme », et qualifie l’œuvre de bouffonerie, s'attirant l'incompréhension de certains.
Le 9 novembre 2013, en l'absence de tout communiqué officiel, Philippe Dagen fait fuiter dans Le Monde une liste de quatre finalistes dans la course à la direction du Musée national d'Art moderne et cela, comme le soulignent Libération et France Culture, afin de faire « sortir de route » le processus de sélection. Son article, ostensiblement dirigé contre le favori présumé, un candidat autrichien, prend fait et cause pour les candidats français Catherine Grenier et Laurent Le Bon, qui annoncent in extremis une candidature commune le 11 novembre, à nouveau relayée par Le Monde.

## Publications

### Essais
- Isabelle Champion-Métadier : Souvenirs d’Orient, Dunkerque, Musée d’Art contemporain de Dunkerque, février 1989, 32 p.
- Pour ou contre le fauvisme, Somogy, 1994, 224 p.
- Le Silence des peintres. Les artistes face à la Grande Guerre, Fayard, 1996,  (ISBN 2-213-59755-3)
- La Haine de l'art, Grasset, 1997, 249 p.,  (ISBN 224649181 9)
- L'Art impossible. De l'inutilité de la création dans le monde contemporain, Grasset, 2002,  (ISBN 2246615917) ; trad. en (it) L'arte impossibile, Reggio d'Émilie, Diabasis, coll. « Lo Spazio e il Tempo », octobre 2010 (1re éd. 2010), 230 p., 12,5 x 17 cm (ISBN 978-88-8103-728-5, présentation en ligne)
- Jean Hélion, Paris, Hazan, coll. « Monographie », 6 octobre 2004, 280 p., 31 x 16 cm (ISBN 978-2-85025-964-7, présentation en ligne)
- Gilles Aillaud, Paris, Hazan, coll. « Monographie », 14 février 2007, 160 p., 24 x 28 cm (ISBN 978-2-7541-0145-5, présentation en ligne)
- Picasso Monographie, Paris, Hazan, coll. « Monographie », 15 octobre 2008, 512 p., 36 x 31 cm (ISBN 978-2-7541-0157-8, présentation en ligne)
- Raphaëlle Ricol, Montreuil-sous-Bois/s.l./Auberive, Lienart, 3 juin 2010, 167 p. (ISBN 978-2-35906-026-3)
- Um Olhar Sobre a Pintura Contemporânea Francesa : A Glimpse of French Contemporary Painting, Macao, 28 mai 2011, 132 p. (ISBN 978-99937-0-130-9, lire en ligne).
- Champion Métadier : [exposition, Gravelines, Musée du dessin et de l'estampe originale, 16 mai-20 septembre 2015], Paris / Gravelines, Bernard Chauveau Éditeur /  Musée du dessin et de l'estampe originale de Gravelines, mai 2015, 144 p. (ISBN 978-2-36306-146-1, lire en ligne)
- Primitivismes 2 : Une guerre moderne, Paris, Gallimard, 2021, 464 p. (ISBN 978-2072906657)

### Histoire
- L'Art français : le XXe siècle, Paris, Flammarion, coll. « Tout l'art », 8 octobre 2011, 399 p. (ISBN 978-2-08-124468-9)

### Romans
- Le Jugement dernier, Gallimard, 1989, 228 p.  (ISBN 2070716260)
- La Guerre, Grasset, 1996, 280 p.  (ISBN 978-2-246-53381-8) (extrait)
- Les Poissons rouges, Grasset, 2000, 285 p.  (ISBN 2246547113)
- Arthur Cravan n'est pas mort noyé, Grasset, 2006, 306 p.  (ISBN 2246712815)

### Articles
- « Imposture à Beaubourg : Corpet, Desgrandchamps, Moignard, Perrodin, Poutays, Verjux, Galeries contemporaines, Centre Georges Pompidou », art press, no 119,‎ novembre 1987, p. 68,
- « Denis Castellas », Le Monde,‎ 16 juin 2007,
- Marianne Alphant, Laurent Baridon, Claire Moulène et Thomas Schlesser, « L’histoire de l’art dans les médias », Perspective, no 1,‎ 2017, p. 13-30 (lire en ligne).